# Naissance en 1947
Naissance
- 1943
- 1944
- 1945
- 1946
- 1947
- 1948
- 1949
- 1950
- 1951

Les naissances en 1947 concernent les personnalités nées entre le 1er janvier et le 31 décembre 1947.

## Janvier
- 1er janvier :
  - Vladimir G. Titov, cosmonaute soviétique puis russe.
  - Samuel Wembé, homme d'affaires et homme politique camerounais († 12 avril 2020).
- 5 janvier : 
  - Virginie Vignon, actrice française.
  - Royal Galipeau, homme politique canadien († 27 janvier 2018).
- 6 janvier : Andréa Ferréol, actrice française.
- 7 janvier :
  - Sadík Achmét, homme politique grec, d'origine turque († 24 juillet 1995).
  - Sergio Custodio, professeur, écrivain et humaniste guatémaltèque († 24 juillet 2020).
  - Mohammad Reza Lotfi, maître de la musique persane, joueur de târ et de setâr († 2 mai 2014).
- 8 janvier :
  - Ashura Hara, joueur de rugby et catcheur japonais († 28 avril 2015).
  - David Bowie, chanteur, compositeur et acteur britannique († 10 janvier 2016).
  - Abdallah Hajri, footballeur tunisien († 2 avril 2017).
  - Samuel Schmid, homme politique et conseiller fédéral suisse.
- 9 janvier : Afeni Shakur, militante américaine du Black Panther Party († 2 mai 2016).
- 10 janvier :
  - Esad Dugalić, footballeur yougoslave puis bosnien († 13 juin 2011).
  - François Le Diascorn, photographe français.
  - Christian Lesur, matador français.
  - Olga Madsen, actrice néerlandaise († 14 décembre 2011).
- 12 janvier : Tom Dempsey, joueur américain de football américain († 4 avril 2020).
- 13 janvier : Abelardo Espejo Tramblin, sculpteur espagnol.
- 14 janvier : 
  - Beverly Perdue, femme politique américaine.
  - Jean-Jacques Savin, aventurier français († 22 janvier 2022).
- 15 janvier : 
  - Gary Gresdal, joueur de hockey sur glace canadien († 13 mars 2022).
  - Larbi Nasra, homme d'affaires tunisien († 8 août 2024).
- 16 janvier : Juliet Berto, metteur en scène de théâtre et réalisatrice de cinéma française († 10 janvier 1990).
- 18 janvier :
  - Nina Fiodorova, fondeuse soviétique puis russe († 27 janvier 2019).
  - Afaq Melikova, danseuse azérie.
  - Takeshi Kitano, acteur et réalisateur japonais.
- 19 janvier : Leszek Balcerowicz, homme politique et économiste polonais.
- 20 janvier : 
  - Cyrille Guimard, coureur cycliste et directeur sportif français.
  - Belaïd Mohand-Oussaïd, homme politique algérien († 31 mai 2022).
- 21 janvier : Michel Jonasz, auteur-compositeur, chanteur et acteur français.
- 22 janvier :
  - Makiko Furukawa, joueuse japonaise de volley-ball.
  - Delroy Scott, footballeur puis entraîneur jamaïcain († 24 juillet 2018).
  - Afeni Shakur, membre du Black Panther Party, et mère du défunt rappeur Tupac Shakur († 2 mai 2016).
- 23 janvier : Megawati Sukarnoputri femme d'État indonésienne.
- 24 janvier : Jean-Pierre Thorn, réalisateur français († 5 juillet 2025).
- 25 janvier : Ángel Nieto, pilote de vitesse moto espagnol († 3 août 2017).
- 26 janvier :
  - Patrick Dewaere, acteur français († 16 juillet 1982).
  - Michel Sardou, chanteur français.
- 27 janvier :
  - Björn Afzelius, chanteur-compositeur et guitariste suédois († 16 février 1999).
  - Branislav Pokrajac, joueur puis entraîneur de handball yougoslave puis serbe († 5 avril 2018).
- 29 janvier : Juan Padrón, réalisateur cubain († 24 mars 2020).
- 30 janvier : Masaki Kashiwara, mathématicien japonais.
- 31 janvier :
  - Jonathan Banks, acteur américain.
  - Rima Horton, femme politique britannique.
  - Bernard Guignedoux, footballeur français († 1er janvier 2021).

## Février
- 1er février : Mike Brant, chanteur et compositeur israélien († 25 avril 1975).
- 2 février :
  - Farrah Fawcett, actrice, américaine († 25 juin 2009).
  - Deniz Gezmiş, révolutionnaire turc († 6 mai 1972).
  - Gilbert Azibert, magistrat français.
- 3 février : 
  - Melanie, chanteuse américaine († 23 janvier 2024).
  - Paul Auster, écrivain et cinéaste américain († 30 avril 2024).
- 4 février :
  - Halina Aszkiełowicz, joueuse de volley-ball polonaise († 22 juin 2018).
  - William Leymergie, journaliste, animateur, chanteur, acteur, et producteur de télévision français.
  - Jean-Jacques Moreau, acteur français.
  - Nurser Öztunalı, architecte et féministe turque († 28 février 1999).
  - Stan Pilecki, joueur de rugby à XV australien d'origine polonaise († 20 décembre 2017).
- 5 février :
  - Mary Louise Cleave, astronaute américaine († 27 novembre 2023).
  - Benoît Jacquot, réalisateur et scénariste français.
- 6 février : Eric Flint, auteur américain de science-fiction et de fantasy († 17 juillet 2022).
- 9 février :
  - Carla Del Ponte, magistrate suisse.
  - Erik Olin Wright, sociologue américain († 23 janvier 2019).
- 10 février : 
  - Pierre Péchin, humoriste français († 29 janvier 2018).
  - Jean-Claude Tapie, entrepreneur et dirigeant de handball français.
- 12 février : Jean Barzin, homme politique belge († 14 septembre 2018).
- 13 février :
  - Bruno Berglund, pilote de rallye et de rallye-raid suédois.
  - Mike Krzyzewski, entraîneur de basket américain.
  - István Szőke, footballeur hongrois († 1er juin 2022).
- 15 février : Roxana Eminescu, historienne, critique littéraire, journaliste et traductrice roumaine.
- 17 février :
  - Daria Hovora, pianiste française  († 9 novembre 2017).
  - Sies Wever, footballeur néerlandais († 18 août 2018).
- 18 février : José Luis Cuerda, réalisateur, scénariste, acteur et producteur de cinéma espagnol († 4 février 2020).
- 19 février :
  - Jackie Curtis, actrice de cinéma transgenre et poétesse américaine († 15 mai 1985).
  - Lev Rubinstein, poète et essayiste russe († 14 janvier 2024).
- 20 février  :
  - Janice Murphy, nageuse australienne († 30 avril 2018).
  - Joy Smith, femme politique canadienne.
- 21 février :
  - Yves Boivineau, évêque catholique français, évêque d'Annecy.
  - Daniel Fabre, ethnologue et anthropologue français († 24 janvier 2016).
- 22 février : Yehonathan Geffen, écrivain, poète, parolier et journaliste israélien († 19 avril 2023).
- 23 février : Shakira Caine, mannequin guyanienne, femme de Michael Caine.
- Peter Turang, évêque indonésien, archevêque de Kupang de 1997 à 2024 (†4 avril 2025).
- 24 février : Jean-Paul Lecanu, footballeur français († 27 août 2014).
- 25 février : Doug Yule, chanteur et musicien américain.
- 26 février : Janusz Kierzkowski, coureur cycliste sur piste polonais († 19 août 2011).
- 27 février : 
  - Wayne Marston, homme politique fédéral canadien.
  - Marie-Laure Augry, journaliste française.

## Mars
- 1er mars : Alan Thicke, acteur, compositeur, producteur et scénariste canadien († 13 décembre 2016).
- 2 mars : 
  - Glenn O'Brien, journaliste de presse écrite américain († 7 avril 2017).
  - Pugh Rogefeldt, musicien suédois († 1er mai 2023).
- 3 mars : Carike Keuzenkamp, chanteuse de schlager sud-africaine.
- 4 mars :
  - Laure Beaumont-Maillet, historienne, historienne de l’art et conservatrice française († 7 juillet 2016).
  - Gunnar Hansen, acteur islando-américain († 7 novembre 2015).
  - Pēteris Plakidis, pianiste et compositeur letton († 8 août 2017).
- 7 mars : 
  - Mohamed Bule-Gbangolo, homme politique de la République démocratique du Congo.
  - Rido Bayonne, auteur, compositeur, arrangeur, chef d'orchestre, directeur musical, bassiste et multi-instrumentiste franco-congolais († 17 novembre 2024).
- 8 mars : 
  - Santiago Lazcano, coureur cycliste espagnol († 3 février 1985).
  - Florentino Pérez, homme d'affaires espagnol.
- 9 mars :
  - Guem, chanteur algérien († 22 janvier 2021).
  - Emiliano Mondonico, entraîneur de football italien († 29 mars 2018).
  - Doug Morgan, joueur de rugby à XV écossais († 4 avril 2020).
- 10 mars : Kim Campbell, femme politique canadienne.
- 11 mars :
  - Luc Coene, ministre d'État et Gouverneur de la Banque nationale de Belgique († 5 janvier 2017).
  - Tristan Murail, compositeur français de musique spectrale.
  - David Stewart, footballeur écossais († 13 novembre 2018).
- 12 mars : Mitt Romney, homme d'affaires et homme politique américain.
- 13 mars :
  - Theódoros Katsanévas, homme politique et universitaire grec († 8 mai 2021).
  - Beat Richner, pédiatre suisse († 9 septembre 2018).
- 14 mars : Peter Skellern, chanteur, auteur-compositeur, pianiste, acteur britannique, diacre anglican ordonné prêtre († 17 février 2017).
- 15 mars : Ry Cooder, musicien producteur américain.
- 16 mars : Baek Yun-shik, acteur sud-coréen.
- 17 mars : Lorenz Funk, joueur et entraîneur de hockey sur glace allemand († 29 septembre 2017).
- 18 mars :
  - Patrick Chesnais, acteur français.
  - Jacqueline Lichtenstein, philosophe, historienne de l'art et professeure d’esthétique française († 2 avril 2019).
- 19 mars : Glenn Close, actrice américaine.
- 21 mars : Ali Abdallah Saleh, homme d'État yéménite  († 4 décembre 2017).
- 22 mars :
  - Aleida Assmann, égyptologue allemande.
  - André F. Heller, artiste actionniste, manager culturel, auteur, acteur et chansonnier autrichien.
  - Pierre Lescanne, spécialiste d'informatique théorique.
  - Erik Orsenna, romancier et académicien français.
  - James Patterson, écrivain et scénariste de films américain.
- 24 mars :
  - Patrick Bourbeillon, athlète français spécialiste du 100 et du 200 mètres († 14 juillet 2015).
  - Louise Lanctôt, membre du Front de Libération du Québec.
  - Alan Michael Sugar, homme d'affaires britannique et créateur de la société Amstrad
- 25 mars : 
  - Elton John, chanteur et compositeur britannique.
  - Enele Kwanairara, homme politique salomonais († 20 octobre 2012).
  - Jean-Louis Riguet, écrivain français († 7 août 2025).
- 26 mars :
  - Mor Faye, peintre abstrait sénégalais († 6 novembre 1984).
  - John van Reenen, athlète sud-africain, spécialiste du lancer du disque († 21 août 2018).
- 27 mars : 
  - Brian Jones, aéronaute britannique.
  - Chick Vennera, acteur américain († 7 juillet 2021).
  - Saleh Kebzabo, homme politique tchadien.
- 28 mars :
  - Sylvestre Ilunga, homme d'État congolais.
  - Corinne Lahaye, actrice française († 16 février 2020).
- 29 mars :
  - Viktor Potapov, skipper soviétique puis russe († 10 décembre 2017).
  - Aleksandr Viktorenko, cosmonaute soviétique († 10 août 2023).
- 30 mars : Yūko Tsushima, écrivaine japonaise († 18 février 2016).
- 31 mars :
  - César Augusto Gaviria Trujillo, président de la République de Colombie de 1990 à 1994.
  - Michel Montgermont, athlète français, spécialiste du 400 mètres haies († 27 janvier 2018).

## Avril
- 1er avril, 
  - Gino De Dominicis, peintre, sculpteur, philosophe et architecte italien († 29 novembre 1998).
  - Ingrid Steeger, actrice allemande († 22 décembre 2023).
- 2 avril : Helia Molina, médecin et femme politique chilienne.
- 3 avril : 
  - Giuseppe Penone, artiste contemporain italien.
  - Rabbie Namaliu, Homme d'État papou-néo-guinéen († 31 mars 2023).
- 4 avril : 
  - Jacques Frantz, acteur français († 17 mars 2021).
  - Michael O'Neill, acteur américain.
- 5 avril : Gloria Macapagal-Arroyo, femme politique philippine, présidente des Philippines.
- 7 avril : 
  - Florian Schneider, musicien allemand († 21 avril 2020).
  - Michèle Torr, chanteuse française.
- 8 avril : 
  - Daniel Colas, acteur, dramaturge, metteur en scène et cinéaste français.
  - Pascal Lamy, homme politique français, ancien commissaire européen, directeur de l'Organisation mondiale du commerce.
- 10 avril : 
  - Daniel Bilalian, journaliste français († 14 mai 2025).
  - Burke Shelley, chanteur, compositeur et bassiste britannique († 10 janvier 2022).
  - Bunny Wailer, auteur-compositeur-interprète jamaïcain († 2 mars 2021).
- 11 avril : Richard Medioni, journaliste et rédacteur en chef français († 13 novembre 2016).
- 12 avril :
  - Tom Clancy, romancier américain († 1er octobre 2013).
  - William Löfqvist, joueur de hockey sur glace suédois († 23 octobre 2016).
- 13 avril :
  - Agostina Belli, actrice italienne.
  - Tony Dyson, producteur d'effets spéciaux britannique († 4 mars 2016).
  - Robert Maggiori, philosophe, éditeur, traducteur et journaliste français d'origine italienne.
- 14 avril :
  - Serge Deslières, homme politique canadien québécois († 4 mars 2020).
  - Heinz Schilcher, footballeur autrichien († 20 juillet 2018).
- 15 avril :
  - Serge Koolenn, musicien, auteur-compositeur et chanteur français († 28 avril 2015).
  - Woolly Wolstenholme, musicien britannique († 13 décembre 2010).
- 16 avril :
  - Kareem Abdul-Jabbar, basketteur de la NBA.
  - Frank Hamblen, joueur et entraîneur de basket-ball américain († 30 septembre 2017).
- 17 avril : Souleymane Keita, peintre sénégalais († 19 juillet 2014).
- 18 avril : Herbert Mullin,  tueur en série américain († 18 août 2022).
- 19 avril : Paul-François de Nadaï, joueur de rugby français († 14 avril 2017).
- 21 avril :
  - Robert Black, meurtrier écossais († 12 janvier 2016).
  - Iggy Pop, chanteur américain.
- 22 avril : 
  - Pierre-Marie Carré, évêque catholique français.
  - Goran Paskaljević, réalisateur et scénariste yougoslave puis serbe († 25 septembre 2020).
- 23 avril : Michel Leeb, humoriste, acteur et chanteur français.
- 24 avril : 
  - Claude Dubois, chanteur québécois.
  - Josep Borrell, homme politique espagnol, représentant de l'UE pour les affaires étrangères, ancien député européen.
- 25 avril : 
  - Johan Cruyff, joueur et entraîneur de football néerlandais († 24 mars 2016).
  - Marylise Lebranchu, femme politique française, ancien ministre.
- 26 avril :
  - Kurt Brazda, réalisateur et photographe autrichien.
  - Warren Clarke, acteur anglais († 12 novembre 2014).
- 27 avril :
  - Palomo Linares, matador espagnol († 24 avril 2017).
  - Astrid Roemer, femme de lettres surinamienne.
- 28 avril : Christian Jacq, écrivain et égyptologue français.
- 29 avril :
  - Olavo de Carvalho, philosophe brésilien († 24 janvier 2022).
  - André Wilms, acteur et metteur en scène français († 9 février 2022).

## Mai
- 1er mai : Jacob Bekenstein, physicien israélien († 16 août 2015).
- 2 mai: Thierry Funck Brentano, homme d'affaires français
- 5 mai : 
  - Gérard Papin, footballeur français († 28 février 2005).
  - Ahmed Adghirni, avocat, écrivain, homme politique et militant des droits de l’homme marocain († 19 octobre 2020).
- 10 mai : Marion Ramsey, actrice américaine († 7 janvier 2021).
- 11 mai :
  - Vera Lantratova, joueuse soviétique de volley-ball († 19 avril 2021).
  - Ringo, chanteur français.
  - Butch Trucks, batteur et musicien américain († 24 janvier 2017).
- 12 mai : 
  - Michael Ignatieff, homme politique canadien.
  - Ghédalia Tazartès, musicien français († 9 février 2021).
- 13 mai :
  - Jacques Cabero, joueur de français († 15 mars 2017).
  - Tsvetan Veselinov, footballeur bulgare († 25 février 2018).
  - Oscar Castro, acteur chilien († 25 avril 2021).
- 14 mai : 
  - Stefan Leriov, écrivain français.
  - Temo Sukanaivalu, homme politique fidjien († 9 juillet 2018).
  - Anne Wiazemsky, écrivaine, comédienne et réalisatrice française († 5 octobre 2017).
  - Marthe Zambo, chanteuse camerounaise.
- 15 mai :
  - Renaud Gagneux, compositeur français († 24 janvier 2018).
  - Muhyiddin Yassin, homme d'État malaisien.
- 17 mai : Hawa Abdi, gynécologue et militante des droits de l'Homme somalienne († 5 août 2020).
- 18 mai :
  - Bruno Devoldère, acteur français († 15 février 2008).
  - Hugh Keays-Byrne, acteur et réalisateur anglais († 1er décembre 2020).
- 20 mai : 
  - Michel Santier, évêque catholique français, évêque de Créteil.
  - Margaret Wilson, universitaire et femme politique néo-zélandaise.
- 21 mai : Frank Murphy, athlète irlandais, spécialiste des courses de demi-fond († 5 janvier 2017).
- 24 mai : Cynthia Plaster Caster, groupie et artiste américaine († 21 avril 2022).
- 25 mai : Flavio Bucci, acteur italien († 18 février 2020).
- 26 mai : 
  - Denis Tillinac, écrivain, éditeur et journaliste français († 26 septembre 2020).
  - Hichem Rostom, acteur tunisien († 28 juin 2022).
- 27 mai : Liana Alexandra, compositrice, pianiste et professeure de musique roumaine († 10 janvier 2011).
- 28 mai : Bernard Mabille, humoriste français.
- 30 mai :
  - Daniel Azulay, artiste, dessinateur de bande dessinée et enseignant brésilien († 27 mars 2020).
  - Vladimir Petrov, joueur de hockey sur glace soviétique puis russe († 28 février 2017).
  - Jean-Christophe Victor, ethnologue, chercheur, enseignant et animateur français († 28 décembre 2016).

## Juin
- 1er juin : 
  - Patrick Grainville, écrivain français, prix Goncourt.
  - Ron Wood, musicien, bassiste du Jeff Beck Group et guitariste des Faces, il rejoint les Rolling Stones en 1975.
  - Jonathan Pryce, acteur et chanteur britannique.
  - Ron Dennis : industriel britannique, fondateur de McLaren Automotive
- 4 juin : Alain De Greef, directeur des programmes de Canal+ († 29 juin 2015).
- 5 juin : Barbara Janke, femme politique britannique.
- 6 juin : Robert Englund, acteur américain.
- 10 juin : 
  - Fred Asparagus, acteur américain († 30 juin 1998).
  - Nicole Bricq, femme politique française († 6 août 2017).
- 11 juin : Anne Jolivet, actrice française
- 12 juin : Dave MacKenzie, homme politique canadien.
- 14 juin :
  - Kô Murobushi, danseur et chorégraphe japonais de danse butō († 18 juin 2015).
  - Daryl Kramp, homme politique canadien († 8 février 2024).
  - Roger Liddle, homme politique et consultant britannique.
- 15 juin : 
  - Tim Hunter, réalisateur et scénariste américain.
  - Paul Nahon, journaliste français.
  - Alain Aspect, physicien français.
- 16 juin : -minu, écrivain et chroniqueur suisse.
- 17 juin : Christopher Allport, acteur américain († 24 janvier 2008).
- 18 juin : 
  - Dominique Valera, karatéka français
  - Bernard Giraudeau, acteur français († 17 juillet 2010).
- 19 juin :
  - Marian Michalik, peintre polonais († 6 mars 1997).
  - Salman Rushdie, écrivain britannique d'origine indienne, auteur des Versets sataniques.
  - John Ralston Saul, écrivain canadien.
- 20 juin : 
  - Mile Mrkšić, officier serbe yougoslave († 16 août 2015).
  - Gérard Collomb, homme politique français († 25 novembre 2023).
- 21 juin : Chirine Ebadi, avocate iranienne, prix Nobel de la paix 2003.
- 22 juin : 
  - Bev Shipley, homme politique fédéral canadien.
  - Jerry Rawlings, chef d'état ghanéen († 12 novembre 2020).
  - Bruno Latour, sociologue, anthropologue et philosophe des sciences français († 9 octobre 2022).
  - Howard Kaylan, musicien américain, membre fondateur de The Turtles.
- 24 juin : Armand Langlois, peintre, plasticien et fresquiste français.
- 25 juin : John-Gates Powell, athlète, lanceur de disque américain († 18 août 2022).
- 26 juin : Jihel, de son vrai nom Jacques Lardie, artiste plasticien auteur de la série Ciment de l'histoire.
- 28 juin : Anny Duperey, actrice et romancière française.
- 29 juin : 
  - Claude Montana, couturier et styliste français († 23 février 2024).
  - Richard Lewis, humoriste américain († 29 février 2024).
- 30 juin : 
  - Jean-Yves Le Drian, homme politique français.
  - Jasper van 't Hof, pianiste de jazz néerlandais.

## Juillet
- 1er juillet :
  - Marc Benno, chanteur et guitariste américain.
  - Sharad Yadav, homme politique indien († 12 janvier 2023).
- 2 juillet : Larry David, humoriste, scénariste et acteur américain.
- 3 juillet : Rob Rensenbrink, footballeur international néerlandais († 24 janvier 2020).
- 4 juillet : Lembit Ulfsak, acteur estonien († 22 mars 2017).
- 6 juillet :
  - Richard Beckinsale, acteur britannique († 19 mars 1979).
  - Érik Colin, acteur et directeur artistique français († 15 novembre 2013).
  - Jean-Pierre Mir, joueur de rugby français († 3 juin 2015).
  - Shelley Hack, mannequin, actrice, personnalité politique et productrice américaine.
- 7 juillet : 
  - Gérard Huet, informaticien français.
  - Shelley Duvall, actrice américaine († 11 juillet 2024).
- 8 juillet : 
  - Jenny Diski, essayiste, romancière et scénariste anglaise († 28 avril 2016).
  - Patrice d'Ollone, pianiste et compositeur français.
- 9 juillet :
  - Mirabela Dauer, chanteuse roumaine.
  - Haruomi Hosono, musicien et chanteur japonais, membre de Yellow Magic Orchestra.
  - Richard Le Hir, avocat, administrateur, conseiller en gestion et homme politique canadien († 4 novembre 2018).
  - O. J. Simpson, ex-acteur et ex-joueur américain de football américain († 10 avril 2024).
- 10 juillet :
  - Christine Caron, nageuse française.
  - Arlo Guthrie, musicien américain.
- 11 juillet : Anne-Marie Comparini, femme politique française († 5 janvier 2025).
- 13 juillet : Guy Delcourt, homme politique français († 31 janvier 2020).
- 14 juillet : 
  - Xavier Darcos, universitaire, homme politique et académicien.
  - Navin Ramgoolam, politicien et premier ministre mauricien.
- 15 juillet :
  - Michel Diefenbacher, homme politique français († 10 octobre 2017).
  - Pierre-André Lablaude, architecte en chef des monuments historiques et inspecteur général des monuments historiques français († 26 juillet 2018).
- 17 juillet :
  - Phil Cordell, musicien et compositeur britannique († 31 mars 2007).
  - Camilla Parker Bowles, seconde épouse du roi du Royaume-Uni, Charles III.
- 18 juillet : Jean-Pierre Poisson, peintre franco-suisse.
- 19 juillet : Brian May, guitariste britannique du groupe Queen.
- 20 juillet : 
  - Gerd Binnig, physicien allemand (prix Nobel de physique 1986).
  - Carlos Santana, guitariste mexicain.
- 21 juillet : 
  - William S. Burroughs Jr., écrivain américain († 3 mars 1981).
  - Morice Benin, chanteur, auteur-compositeur-interprète français († 19 janvier 2021).
- 22 juillet : Albert Brooks, réalisateur, acteur et scénariste américain.
- 23 juillet : 
  - Gardner R. Dozois, auteur de science-fiction américain († 28 mai 2017).
  - David Bordwell, auteur et théoricien du cinéma américain († 29 février 2024).
- 24 juillet :
  - Robert Hays, acteur, producteur et réalisateur américain.
  - Peter Serkin, pianiste américain († 1er février 2020).
- 25 juillet : Guy David, joueur et entraîneur de football français († 30 août 2008).
- 26 juillet :
  - Wiesław Adamski, sculpteur polonais († 10 février 2017).
  - Djamel Allam, chanteur et musicien algérien († 15 septembre 2018).
  - Jaime Semprun, écrivain, essayiste, traducteur et éditeur français († 3 août 2010).
  - Nicole Notat, personnalité française ex-secrétaire général de la CFDT et Présidente de Vigeo.
- 27 juillet : Serge Bouchard, anthropologue et écrivain québécois († 11 mai 2021).
- 30 juillet : Arnold Schwarzenegger, acteur, culturiste et homme politique américain d'origine autrichienne.
- 31 juillet :
  - Stone (Annie Gautrat), chanteuse française.
  - Richard Griffiths, acteur britannique († 28 mars 2013).

## Août
- 4 août : 

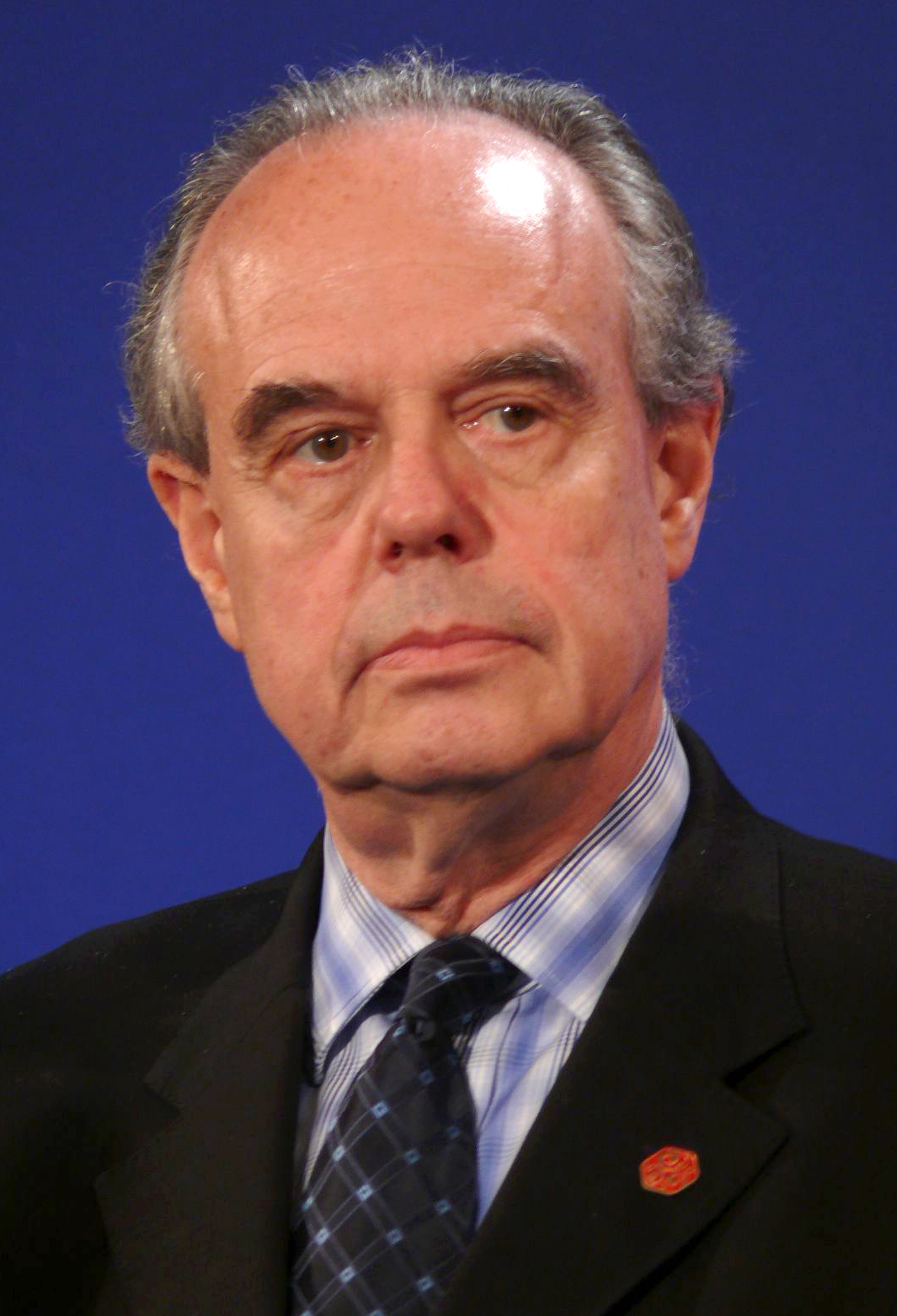
Frédéric Mitterrand.

  - Marie-France Cubadda, journaliste française.
  - Klaus Schulze, musicien allemand († 26 avril 2022).
  - Moufida Tlatli, réalisatrice, scénariste et monteuse tunisienne († 7 février 2021).
- 5 août : Judith Green, médiéviste britannique.
- 6 août :
  - Srinivasa Prasad, homme politique indien († 29 avril 2024).
  - Ievgueni Zimine, joueur de hockey sur glace russe († 28 décembre 2018).
- 8 août : Larry Wilcox, acteur américain.
- 9 août : J.J.Lionel, chanteur belge († 14 juillet 2020).
- 10 août : Laurent Pokou, joueur et entraîneur de football ivoirien († 13 novembre 2016).
- 11 août : 
  - Stuart Gordon, producteur, réalisateur et scénariste américain († 24 mars 2020).
  - Alois Schloder, joueur allemand de hockey sur glace.
  - Georges Pernoud, animateur et producteur de télévision français († 10 janvier 2021).
- 12 août : Stefano Benni, journaliste et écrivain italien.
- 14 août : 
  - Bilquis Edhi, infirmière et philanthrope pakistanaise († 15 avril 2022).
  - Jirō Taniguchi, mangaka japonais († 11 février 2017).
- 15 août : Sonny Carter, astronaute américain († 5 avril 1991).
- 16 août : Ishaya Bakut, officier nigérian († 21 mars 2015).
- 17 août : Alain Baptizet, réalisateur, producteur, spéléologue, conférencier et écrivain français († 31 octobre 2018).
- 18 août : 
  - Gilbert Constantin, peintre et sculpteur suisse († 31 août 2010).
  - Viatcheslav Semionov, footballeur international soviétique et entraîneur de football ukrainien († 12 août 2022).
- 19 août : Michel Weyland, dessinateur et scénariste belge.
- 21 août : 
  - Frédéric Mitterrand, animateur de télévision, journaliste, écrivain, réalisateur, ministre de la Culture et de la Communication français de 2009 à 2012 († 21 mars 2024).
  - Mary Simon, animatrice de radio, chancelière d'université, diplomate et femme d'État canadienne d'origine inuite.
- 23 août : Terje Rypdal, guitariste de jazz norvégien.
- 25 août : 
  - Bommi Baumann, anarchiste allemand  († 19 juillet 2016).
  - Keith Tippett, pianiste et compositeur de jazz britannique († 14 juin 2020).
- 28 août :
  - James Aubrey, acteur anglais († 6 avril 2010).
  - Donatien Mavoungou, médecin, professeur et chercheur gabonais († 4 février 2020).
  - Debra Mooney, actrice américaine.
- 29 août : Temple Grandin, professeure de zootechnie américaine.
- 31 août : Dimitar Marashliev, footballeur bulgare († 12 juillet 2018).

## Septembre
- 1er septembre :
  - P. A. Sangma, homme politique indien († 4 mars 2016).
  - Christiane Ufholz, chanteuse allemande († 1er janvier 2023).
- 2 septembre : 
  - Simon Casas (Bernard Dombs), matador français.
  - Kevin Farrell, prélat catholique américain.
- 3 septembre : 
  - Kjell Magne Bondevik, homme d'État norvégien.
  - Mario Draghi, économiste, professeur des universités, banquier, haut fonctionnaire et homme d'État italien.
  - Michael Fray, athlète jamaïcain, spécialiste des épreuves de sprint († 6 novembre 2019).
  - Gérard Houllier, entraîneur de football français († 14 décembre 2020).
  - Jacques Sourth, peintre, affichiste, dessinateur et poète français († 12 septembre 2009).
- 5 septembre : Danilo Florencio, joueur et entraîneur de basket-ball philippin († 25 février 2018).
- 6 septembre : Jane Curtin, actrice américaine.
- 7 septembre : Henri Sannier, journaliste sportif et animateur de télévision français.
- 8 septembre :
  - Halldór Ásgrímsson, homme politique islandais († 18 mai 2015).
  - Jean-Michel Damian, journaliste, romancier, animateur et producteur de radio français († 1er novembre 2016).
  - Pierre Kompany, homme politique belge.
- 9 septembre :
  - Ujjal Dosanjh, homme politique canadien.
  - Pierre Rochcongar, médecin du sport français († 2 décembre 2016).
- 11 septembre :
  - Jean Germain, homme politique français († 7 avril 2015).
  - Dámaso González, matador espagnol († 26 août 2017).
- 14 septembre :
  - Bossekota Likaala, homme politique et homme d'affaires congolais († 7 avril 1985).
  - Sam Neill, acteur britannique.
  - Jean-Louis Papin, évêque catholique français, évêque de Diocèse de Nancy-Toul.
  - Jerzy Popieluszko, homme d'église polonais († 19 octobre 1984).
- 15 septembre : Roger Knobelspiess, braqueur français devenu acteur et écrivain († 19 février 2017).
- 16 septembre : Arthur Schnabel, judoka allemand († 22 octobre 2018).
- 17 septembre : Tessa Jowell, femme politique britannique († 12 mai 2018).
- 18 septembre :
  - Jacques Villain, ingénieur français († 15 septembre 2016).
  - Arthur Z'ahidi Ngoma, homme politique congolais († 5 octobre 2016).
- 19 septembre :
  - Pierre Beylau, journaliste français († 10 mai 2018).
  - Roger Gilson, coureur cycliste luxembourgeois († 18 janvier 1995).
  - Tanith Lee, romancière anglaise († 24 mai 2015).
  - Janusz Zaorski, réalisateur polonais.
- 20 septembre : 
  - Patrick Poivre d'Arvor, journaliste présentateur TV français.
  - Isabelle Balkany, femme politique française.
- 21 septembre : 
  - Stephen King, écrivain américain d'horreur et de fantastique.
  - Joe Volpe, enseignant et homme politique fédéral canadien.
- 22 septembre : 
  - Mike Sexton, joueur de poker américain († 6 septembre 2020).
  - Gérard Tonnel, footballeur français († 9 novembre 2016).
- 23 septembre : 
  - Jean-Luc Azoulay, producteur, scénariste et parolier français, Cofondateur de la société AB Productions.
  - Christian Escoudé, guitariste de jazz français († 13 mai 2024).
- 24 septembre : Mick Bates, homme politique britannique œuvrant au pays de Galles († 29 août 2022).
- 25 septembre : 
  - Yehuda Lancry, diplomate et homme politique israélien.
  - Peter Montgomery, mathématicien et cryptographe américain († 18 février 2020).
  - Liz Redfern, femme politique britannique.
  - Firmine Richard, comédienne et femme politique française
- 26 septembre : Lynn Anderson, chanteuse américaine de musique country († 30 juillet 2015).
- 27 septembre :
  - Georges Courtois, criminel multi-récidiviste français († 16 mars 2019).
  - Éric Gautier, homme politique français († 30 octobre 2017).
  - Hervé de Kerret, physicien français † 20 décembre 2017).
  - Meat Loaf, chanteur et acteur américain († 20 janvier 2022).
  - Philippe Lavil, chanteur français.
- 28 septembre : Sheikh Hasina Wajed, femme politique, premier ministre du Bangladesh.
- 30 septembre :
  - Marc Bolan, chanteur britannique, membre du groupe T-Rex († 16 septembre 1977).
  - Gunnar Birgisson, ingénieur civil et homme politique islandais († 14 juin 2021).

## Octobre
- 1er octobre : Sigfrido Fontanelli, coureur cycliste italien († 20 février 2004).
- 3 octobre :
  - Fred DeLuca, homme d'affaires et restaurateur américain († 14 septembre 2015).
  - John Perry Barlow, poète, essayiste, éleveur et militant libertarien américain († 7 février 2018).
- 4 octobre : Julien Clerc, chanteur français.
- 5 octobre : Brian Johnson, chanteur et parolier britannique du groupe de hard rock AC/DC.
- 7 octobre : France Gall, chanteuse française († 7 janvier 2018).
- 9 octobre :
  - Gérard Lemaire, acteur et animateur de radio français († 25 avril 2017).
  - Noël Vantyghem, coureur cycliste belge († 10 juin 1994).
- 10 octobre : 
  - Cookie Dingler, chanteur et compositeur français.
  - Nina Matvienko, chanteuse ukrainienne († 8 octobre 2023).
- 12 octobre : Randy West, acteur pornographique américain († 20 septembre 2024).
- 14 octobre : 
  - Bernard Ginoux, évêque catholique français.
  - Bruno Masure, journaliste français.
  - Tomás de Mattos : avocat, journaliste et[écrivain uruguayen († 21 mars 2016).
  - Nikolai Volkoff, catcheur (lutteur professionnel) yougoslave naturalisé américain († 29 juillet 2018).
- 18 octobre :
  - John Johnson, basketteur américain († 7 janvier 2016).
  - Al Reinert, réalisateur, scénariste et producteur américain († 31 décembre 2018).
  - Óscar Julio Vian Morales, ecclésiastique catholique guatémaltèque, archevêque de Santiago de Guatemala († 24 février 2018).
- 19 octobre :
  - Cyril Lefebvre, musicien, ’pataphysicien et érudit français († 7 avril 2012).
  - Kundan Shah, réalisateur et scénariste indien († 7 octobre 2017).
- Jutta Weinhold, chanteuse allemande.
- 20 octobre : Bernard Lapasset, dirigeant sportif français du rugby († 2 mai 2023).
- 21 octobre : Michel Odasso, footballeur français († 26 septembre 2010).
- 22 octobre : 
  - Koffi Gahou, artiste polyvalent béninois († 24 août 2019).
  - Lee Meredith, actrice américaine.
- 23 octobre :
  - Max Guazzini, avocat français.
  - Christiane Pasquier, actrice canadienne.
- 24 octobre :
  - Kevin Kline, acteur et réalisateur américain.
  - Farid Makari, homme politique libanais († 17 août 2022).
- 26 octobre : Hillary Rodham Clinton, femme politique américaine.
- 27 octobre :
  - Angus MacInnes, acteur canadien († 23 décembre 2024).
  - Piotr Andrejew, réalisateur et scénariste polonais († 12 juin 2017).
- 28 octobre : Henri Michel, footballeur français († 24 avril 2018).
- 29 octobre :
  - Richard Dreyfuss, acteur américain.
  - Mirza Khazar, auteur, analyste politique, présentateur, journaliste et éditeur azerbaïdjanais († 31 janvier 2020).
- 30 octobre :
  - Jack Schofield, journaliste britannique († 31 mars 2020).
  - Luca Serianni, linguiste et philologue italien († 21 juillet 2022).
- 31 octobre :
  - Carmen Alborch, femme politique espagnole († 24 octobre 2018).
  - Jean-Pierre Lledo, scénariste français.
- ? octobre : Mame Seck Mbacké, femme de lettres sénégalaise († 24 décembre 2018).

## Novembre
- 2 novembre : Allan Michaelsen, footballeur danois († 2 mars 2016).
- 3 novembre :
  - Jennifer Alice Clack, paléontologue anglaise († 26 mars 2020).
  - Soledad Puértolas, écrivaine espagnole.
- 4 novembre : Andrew Wylie, agent littéraire et éditeur américain.
- 5 novembre :
  - Paul-André Massé, fonctionnaire et homme politique fédéral du Québec († 17 mars 2019).
  - Robert Zimmer, mathématicien américain († 23 mai 2023).
- 6 novembre :
  - Bobby Beausoleil, meurtrier américain.
  - Guennadi Selezniov, homme politique russe († 19 juillet 2015).
- 7 novembre :
  - Keiko Hama, joueuse japonaise de volley-ball.
  - Kwasi Owusu, footballeur international ghanéen († 30 mars 2020).
- 8 novembre :
  - Kinga Göncz, femme politique hongroise.
  - Ellen Tise, bibliothécaire sud-africaine.
  - M. Rhea Seddon, astronaute américaine.
- 10 novembre : Greg Lake, musicien britannique († 7 décembre 2016).
- 12 novembre : 
  - Carlos Ezquerra, dessinateur de bande dessinée espagnol († 1er octobre 2018).
  - Patrice Leconte, réalisateur français.
  - Buck Dharma, chanteur et guitariste américain du groupe Blue Öyster Cult.
- 13 novembre : Martine Chardon, journaliste et animatrice de la télévision française († 24 novembre 2003).
- 14 novembre : Buckwheat Zydeco, accordéoniste, claviériste et chanteur américain de zydeco († 24 septembre 2016).
- 15 novembre : Beatriz Merino, femme politique péruvienne.
- 16 novembre : Gérard Desanghere, footballeur belge († 17 avril 2018).
- 17 novembre :
  - Inky Mark, homme politique fédéral canadien.
  - Keith Remfry, judoka britannique († 16 septembre 2015).
  - Will Vinton, producteur, réalisateur et monteur américain († 4 octobre 2018).
- 19 novembre :
  - Finn Tveter, rameur d'aviron norvégien († 31 juillet 2018).
  - Alberto Villalta, footballeur salvadorien († 4 mars 2017).
- 20 novembre : Nourlan Balguimbayev, homme d'État et homme d'affaires du Kazakhstan († 14 octobre 2015).
- 21 novembre : Ezio Vendrame, footballeur italien († 4 avril 2020).
- 22 novembre : Jacques Saada, homme politique fédéral provenant du Québec.
- 23 novembre :
  - Jean-Pierre Foucault, animateur de télé et de radio français.
  - Antti Leppänen, joueur de hockey sur glace finlandais († 5 août 2015).
- 24 novembre : Dwight Schultz, acteur américain.
- 25 novembre :
  - Andy de Groat, danseur et chorégraphe américain († 10 janvier 2019).
  - Marjan Luif, actrice néerlandaise.
- 27 novembre : Ismaïl Omar Guelleh, homme d'État djiboutien.
- 28 novembre : Michel Berger, compositeur et chanteur († 2 août 1992).

## Décembre
- 1er décembre : 
  - Alain Bashung, poète, auteur-compositeur, et comédien français († 14 mars 2009).
  - Elizabeth Baur, actrice américaine († 30 septembre 2017).
  - René Malleville, personnalité médiatique française († 19 septembre 2021).
  - Tahar Ben Jelloun, écrivain et poète franco-marocain.
- 2 décembre : Charles Mungoshi, écrivain zimbabwéen († 16 février 2019).
- 3 décembre : Christophe Dufour, évêque catholique français.
- 4 décembre : Andy LaVerne, pianiste de jazz américain.
- 5 décembre :
  - Jugderdemidiin Gurracha, spationaute mongol.
  - Jørgen Kosmo, homme politique norvégien († 24 juillet 2017).
- 6 décembre :
  - Praveen Kumar, athlète indien, spécialiste du lancer du disque († 7 février 2022).
  - Henk van Woerden, écrivain et peintre néerlando-sud-africain († 16 novembre 2005).
- 7 décembre : 
  - Mohamed Missouri, boxeur algérien († 29 juin 2015).
  - James Keach, acteur, réalisateur, producteur et occasionnellement scénariste américain.
- 8 décembre :
  - Gregg Allman, chanteur, guitariste, pianiste et compositeur américain († 27 mai 2017).
  - Francis Huster, comédien français.
  - Didier Pain, acteur et producteur français († 10 février 2019).
  - Memè Perlini, acteur et réalisateur italien († 5 avril 2017).
- 9 décembre : Mark Dvoretski, joueur d'échecs russe, Maître international du jeu d'échecs († 26 septembre 2016).
- 11 décembre : Marc Quaghebeur, écrivain belge.
- 12 décembre : Kailash Purryag, homme d'État mauricien († 21 juin 2025).
- 13 décembre : Darlene Cates, actrice américaine († 26 mars 2017).
- 16 décembre :
  - Ben Cross, acteur britannique († 18 août 2020).
  - Robert Kerman, acteur américain († 27 décembre 2018).
- 18 décembre : Jean Musy, compositeur français († 27 avril 2024).
- 19 décembre : Jimmy Bain, bassiste écossais († 23 janvier 2016).
- 20 décembre : Jean-Pierre Descombes, animateur de télévision français († 30 juin 2024).
- 21 décembre : Paco de Lucía, guitariste espagnol († 25 février 2014).
- 23 décembre : Henri Duvillard, skieur français.
- 25 décembre : Twink Caplan, actrice et productrice américaine.
- 26 décembre : Joe Comartin, avocat syndical et homme politique canadien.
- 27 décembre : 
  - Mickey Redmond, joueur de hockey sur glace canadien.
  - Abdallah Naaman, écrivain, historien et universitaire libanais.
- 31 décembre : 
  - Tim Matheson, acteur, réalisateur et producteur américain.
  - Rita Lee, chanteuse brésilienne et multi-instrumentiste de pop-rock († 8 mai 2023).

## Date précise inconnue
- Ezekiel Alebua, homme d'État salomonien, Premier ministre des îles Salomon de 1986 à 1989 († 7 août 2022).
- Diane Cailhier, scénariste et réalisatrice canadienne († 5 février 2020).
- Édith Côté, infirmière québécoise († 7 mars 2013).
- Mohamed Douihasni, homme politique algérien († 7 octobre 2018).
- Mathias Dzon, homme politique et banquier congolais.
- Antoine Glaser, écrivain français.
- Richard Marcotte, homme politique québécois († 23 mai 2016).
- Caribu Marley, scénariste de manga seinen et de gekiga japonais († 7 janvier 2018).
- Barbara A. Schaal, biologiste évolutionniste américaine.
- Gerhard Skiba, homme politique autrichien († 15 mars 2019).
- Jacob Yakouba, peintre sénégalais († 4 janvier 2014).

## Vers 1947
- David Christopher, homme politique fidjien et gilbertin († 26 février 2022).